# Линейная (Астраханская область)
Линейная — железнодорожная станция (населённый пункт) в Наримановском районе Астраханской области России, в составе сельского поселения Линейнинский сельсовет.
Население - 620 (2015)
Населённый пункт расположен при станции Линейная Приволжской железной дороги. Станция Линейная начала работу 4 августа 1942 года в рамках построенной в прифронтовых условиях железнодорожной линии Астрахань — Кизляр.
Населённый пункт расположен в южной части Наримановского района северо-восточнее села Линейное. Расстояние до районного центра города Нариманов по автомобильным дорогам составляет 88 км (58 км по прямой), до Астрахани - 57 км.

## Население
| 2010 | 2011 | 2012 | 2013 | 2014 | 2015 |
| ---- | ---- | ---- | ---- | ---- | ---- |
| 561  | ↗602 | ↘599 | ↘561 | ↗566 | ↗620 |

Этнический состав
| Национальность | Численность (2010) | Процент |
| -------------- | ------------------ | ------- |
| Татары         | 299                | 53,2%   |
| Казахи         | 120                | 21,4%   |
| Русские        | 72                 | 12,8%   |
| Чеченцы        | 26                 | 4,6%    |
| Даргинцы       | 23                 | 4,1%    |
| Азербайджанцы  | 8                  | 1,4%    |
| Ингуши         | 7                  | 1,2%    |
| Кумыки         | 7                  | 1,2%    |
| Всего          | 562                | 100%    |